# Stanisław Łukasik (burmistrz)
Stanisław Łukasik (ur. 10 lutego 1948 w Batorzu) – polski nauczyciel, historyk; działacz opozycyjny i związkowy; dziennikarz; samorządowiec, burmistrz Nowej Rudy w latach 1990–1994.

## Biografia
Urodził się w 1948 roku w Batorzu koło Janowa Lubelskiego w województwie lubelskim. Ukończył w 1978 roku Wydział Humanistyczny Uniwersytetu Jagiellońskiego w Krakowie zdobywając tytuł zawodowy magistra historii.
Mając 19 lat podjął pracę zawodową jako nauczyciel w Szkole Podstawowej w Dąbrowicy, a następnie w Zespole Szkół Budowlanych w Lublinie (1971–1973), Szkole Podstawowej w Przytkowicach (1973–1974), Szkole Podstawowej w Radoszy (1974–1976). W 2 połowie lat 70. XX wieku znalazł się na Dolnym Śląsku obejmując najpierw posadę nauczyciela w Szkole Podstawowej w Głuszycy, a 1979 roku w Szkole Podstawowej nr 2 w Nowej Rudzie.
Poza działalnością dydaktyczną był zaangażowany w działalność opozycyjną. W 1978 roku należał do współzałożycieli Konfederacji Rzeczpospolitej Polskiej, organizacji współpracującej z Ruchem Obrony Praw Człowieka i Obywatela, działającej na terenie ziemi kłodzkiej. Był współorganizatorem spotkań dyskusyjnych, uczestnikiem akcji ulotkowych wzywających do bojkotu wyborów do Sejmu w 1980 roku oraz kolporter m.in. Opinii i Robotnika. We wrześniu tego samego roku działał przy zakładaniu organizacji Niezależnego Samorządnego Związku Zawodowego „Solidarność” Pracowników Oświaty i Wychowania w Nowej Rudzie. W 1981 roku był głównym koordynatorem i organizatorem podziemnego Komitetu Oporu Społecznego Nowa Ruda, struktury ściśle powiązanej z KOS „Solidarność” Ziemi Kłodzkiej. W tym okresie do 1989 roku zajmował się kolportażem i rozprowadzaniem pism podziemnych na terenie Nowej Rudy do których należały m.in.: „Żółw”, „Robotnik”, „Tygodnik Mazowsze”, „Z Dnia na Dzień”, „Solidarność Walcząca”, „Biuletyn Dolnośląski” oraz książek paryskiej „Kultury”. Uczestniczył w akcjach ulotkowych i plakatowych, zbiórkach na działalność związkową oraz na pomoc represjonowanym. W latach 1982–1989 był współorganizatorem i członkiem terenowego oddziału Klubu Inteligencji Katolickiej Wałbrzych w Nowej Rudzie. Ponadto od 1984 do 1989 roku współorganizował Duszpasterstwo Ludzi Pracy tamże.
W latach 1989–1991 był redaktorem gazety „Ziemia Kłodzka”, która powstała na bazie dawnego „Żółwia”. W 1989 roku został przewodniczącym Obywatelskiego Bloku Wyborczego „Solidarność” w Nowej Rudzie oraz członkiem Komitetu Obywatelskiego Ziemi Kłodzkiej. Z ramienia „Solidarności” w 1990 roku w wyniku pierwszych w pełni wolnych i demokratycznych wyborów samorządowych został wybrany na stanowisko burmistrza Nowej Rudy przez Radę Miasta I kadencji. Funkcję tę sprawował do 1994 roku. W tym czasie wrócił do pracy jako nauczyciel w miejscowym Liceum Ogólnokształcącym do czasu przejścia na emeryturę w 2000 roku.